# Roy Campbell (écrivain)
Pour les articles homonymes, voir Roy Campbell et Campbell.
Roy Campbell (2 octobre 1901 – 22 avril 1957) était un poète et un satiriste sud-africain. T. S. Eliot, Dylan Thomas et Edith Sitwell voyaient en lui l'un des meilleurs poètes de l'entre-deux-guerres, mais on le lit rarement aujourd'hui. Certains critiques littéraires estiment que sa liaison avec une idéologie d'extrême droite et sa volonté de s'opposer aux lettrés influents de son époque ont nui à sa réputation.

## Jeunesse
Fils du docteur Samuel George Campbell, Ignatius Royston Dunnachie Campbell naquit à Durban, en Afrique du Sud. Il fit ses études au lycée de Durban et se passionna très tôt pour la littérature et la vie au grand air. C'était un cavalier et un pêcheur accompli ;  il apprit à parler couramment le zoulou. En 1918 il quitta l'Afrique du Sud, avec l'intention de s'inscrire à l'Université d'Oxford, mais ne le fit pas ; c'est néanmoins dans cette ville universitaire que sa vie intellectuelle s'épanouit. Il écrivit des vers imités de T. S.  Eliot et de Verlaine, et plus tard rencontra T. S. Eliot, les Sitwell et Wyndham Lewis. Il commença aussi à boire, habitude qu'il garda tout le reste de sa vie. En 1924, alors qu'il n'avait que 22 ans, il publia son premier recueil de poèmes, The Flaming Terrapin. En 1921, il épousa Mary Margaret Garman, avec qui il eut deux filles, Tess et Anna Campbell. 

## Poète et satiriste
Revenu en Afrique du Sud en 1925, il lança avec William Plomer et Laurens van der Post une revue littéraire, Voorslag (« Coup de fouet »), qui prônait une meilleure intégration raciale en Afrique du Sud, mais il n'en resta le rédacteur en chef que le temps de trois numéros et démissionna parce que ses opinions radicales amenaient l'éditeur du magazine, d'esprit conservateur, à se mêler de son contenu. Trouvant la culture locale trop repliée sur elle-même, il revint en Angleterre en 1927 après avoir écrit un poème satirique The Wayzgoose (publié en 1928). 
The Flaming Terrapin avait établi sa réputation comme un écrivain prometteur et on comparait favorablement ce poème à celui qu'avait récemment publié Eliot, The Waste Land (La Terre vaine). Ses vers étaient bien reçus par Eliot lui-même, Dylan Thomas, Edith Sitwell, et d'autres. 
Introduit à présent dans le milieu littéraire, il fut dans un premier temps en bons termes avec le Bloomsbury Group, mais lui devint par la suite très hostile, blâmant sa liberté sexuelle, son snobisme et ses idées antichrétiennes. Les relations lesbiennes de sa femme avec Vita Sackville-West (elle-même amie trop chère de Virginia Woolf) y furent pour quelque chose. Appelant les membres du Bloomsbury Group des « intellectuels dépourvus d'intelligence », il rédigea une satire intitulée The Georgiad (publiée en 1931), qui les attaquait ouvertement. À l'instar de son ami Wyndham Lewis, il se pénétra de sentiments antisémites et pro-fascistes. Au début des années 1930 les Campbell s'installèrent dans le sud de la France. 
La période française vit la publication d’Adamastor (1930), de Poems (1930), de The Georgiad (1931) et de la première version de son autobiographie, Broken Record (1934), entre autres. Pendant ce temps, lui et son épouse, Mary, se sentaient peu à peu attirés par la foi catholique, et on peut en retrouver la trace dans une suite de  sonnets intitulée Mithraic Emblems (1936). 
Une représentation fictive de Campbell (le personnage de « Rob McPhail ») apparaît dans le roman de Wyndham Lewis, Snooty Baronet (1932). Campbell était ami de Lewis et ses poèmes ont été publiés dans BLAST, la revue de Lewis. On dit qu'il se réjouit de figurer dans le roman, mais déçu du fait que son personnage eût été tué (McPhail a été encorné en combattant un taureau).

## Guerre d'Espagne et Seconde Guerre mondiale
Avec sa famille il s'installa en Espagne dans le petit village d'Altea, où en 1935 ils furent officiellement reçus dans l'Église catholique romaine. L'auteur anglais Laurie Lee raconte sa rencontre avec Campbell dans le chapitre sur Tolède de As I Walked Out One Midsummer Morning, deuxième volume de sa trilogie autobiographique. La réputation de Campbell souffrit beaucoup du fait qu'il exprimait ses sympathies fascistes, plus particulièrement dans Broken Record en 1934. Par la suite, au cours de la guerre civile espagnole, il combattit aux côtés des nationalistes de Franco, mais sans jamais se joindre à un régiment. 
Pour un écrivain, soutenir Franco à cette époque était inhabituel, comme l'était la glorification par Campbell de la force militaire et des vertus masculines. Il fut aussi pendant un certain temps un opposant ardent au communisme, et cette hostilité a pu avoir été une puissante motivation. Les intellectuels et les écrivains qui soutenaient les républicains ressemblaient assez à ceux dont il se moquait antérieurement dans ses poésies, mais il est difficile de dire dans quelle mesure tout cela a pu entrer dans la position qu'il a prise. Il est probable qu'il était révolté par la violence anticatholique de certains éléments du côté républicain et par les atrocités qu'ils commettaient contre des prêtres et des religieuses. Certains estiment que sa pensée politique, qu'alimentait son indépendance opiniâtre, était plus tapageuse que profonde. On a appelé sa première autobiographie, Broken Record, « une narration torrentielle d'aventures et d'opinions ouvertement fascistes ». La même source appelle son long poème Flowering rifle (quoique le très officiel site de la Bibliothèque nationale en donne, à tort, comme titre Flowering reeds) « un bruyant ouvrage pro-fasciste qui l'a couvert d'infamie ».[réf. souhaitée] D'un autre côté, ses convictions religieuses semblent avoir inspiré ce qui est sans doute sa meilleure poésie. Tout cela continua à être l'influence dominante dans sa vie, l'amenant à s'opposer plus tard à l'hitlérisme en raison de son caractère antichrétien militant. 
Dans les premières années de la Seconde Guerre mondiale Campbell prit place de façon résolue du côté des Alliés et travailla dans la Défense civile à Londres. Durant cette période, il rencontra Dylan Thomas et devint son ami ; lui aussi était alcoolique, et tous deux un jour mangèrent les jonquilles d'un vase pour célébrer la Saint-David. Bien qu'il eût dépassé la limite d'âge, Campbell s'engagea volontairement dans l'armée britannique pour servir contre l'Axe. Il atteignit le grade de sergent et se joignit au régiment du King's African Rifles au Kenya.

## La vie après la guerre et l'œuvre
Invalide de guerre, Campbell quitta l'armée en 1944. Pendant de nombreuses années il travailla à la BBC et devint un personnage sur la scène artistique, bien qu'on se moquât de lui pour ses opinions politiques. Au cours d'un récital de poésie donné par Stephen Spender, marxiste déclaré, Campbell jaillit sur la scène le bourra de coups de poing. Spender refusa malgré tout de porter plainte, en disant : « C'est un grand poète… Essayons de le comprendre. » Par la suite Spender proposa Campbell pour le Foyle Prize de 1952 pour sa traduction de la poésie de saint Jean de la Croix.
Campbell passa une soirée en compagnie de C. S. Lewis et de J. R. R. Tolkien au Magdalen College à Oxford, le 5 octobre 1944. C. S. Lewis avait critiqué le « mélange particulier que faisait Campbell du catholicisme et du fascisme»  et il l'avait attaqué ouvertement par écrit ; au cours de la soirée il ne fit pas mystère de son opinion alors que Tolkien était très séduit par « ce poète puissant et ce soldat », comme cela ressort manifestement de la lettre qu'il écrivit à son fils Christopher le lendemain. Voici comme il y décrivait Campbell :
Une fenêtre sur un monde de sauvagerie, et pourtant l'homme est en lui-même doux, modeste, et capable de compassion. Ce qui m'a surtout intéressé, c'est d'apprendre que ce Trotter à l'aspect vieillot, portant les marques de la guerre, boitant en raison de blessures récentes, a 9 ans de moins que moi, et nous nous sommes prob[ablement] rencontrés quand il était encore un jeune garçon [...]. Ce qu'il a fait depuis vaut la peine d'être raconté. Voici un descendant de l'Ulster prot[estant], d'une famille résidant en Afrique du S[ud], et dont la plupart des membres ont combattu au cours des deux guerres, et qui est devenu catholique après avoir tenté de protéger les Carmes à Barcelone - en vain, on les a pris et on les a massacrés, et R. C. y a presque perdu la vie. Mais il a sauvé leurs archives quand leur bibliothèque a brûlé et il les a emportées à travers le pays tenu par les rouges. [...] Eh bien il n'est pas possible de transmettre une impression au sujet d'un si rare personnage, à la fois soldat et poète, et chrétien converti. Quelle différence avec la Gauche, ces matamores habillés de velours qui ont fui en Amérique...
À en croire Tolkien, qui l'admirait, Campbell se serait également vanté d'avoir rossé le sculpteur Jacob Epstein, futur mari de sa belle-sœur.
En 1952, il s'installa au Portugal. On ne peut dire que l'Estado Novo était absolument fasciste, mais c'était tout de même une dictature d'extrême droite, et qu'il ait émigré là-bas après la guerre peut avoir contribué à la mauvaise réputation qu'il avait chez la plupart des intellectuels. Peut-être le régime de Salazar était-il alors plus à son goût que celui de Franco, compromis par des relations trop proches avec Hitler et Mussolini, ainsi que par les atrocités brutales qui avaient accompagné et suivi la guerre civile. Au Portugal, il écrivit une nouvelle version de son autobiographie, Light on a Dark Horse. Au cours des années 1950, Campbell fut aussi un contributeur de The European, un magazine publié en France par Diana Mitford, fasciste impénitente et épouse de Sir Oswald Mosley, l'ancien dirigeant de la British Union of Fascists. On y trouvait aussi des contributions d'Ezra Pound et de Henry Williamson. 
La conversion de Campbell au catholicisme l'incita à écrire ce que certains considèrent comme les vers les plus beaux de sa génération dans le domaine spirituel. Il traduisit les poèmes mystiques de saint Jean de la Croix et raconta en vers sa conversion dans Mithraic Emblems. Il écrivit également  des guides de voyage et des livres pour enfants. Il se mit à traduire de la poésie à partir de langues comme l'espagnol et le français. Certaines de ses traductions de Baudelaire ont été publiées dans des anthologies. Campbell, à présent un « dark horse » au style personnel, traduisit en anglais avec beaucoup de sensibilité le poète espagnol Federico García Lorca, qui, au tout début de la guerre civile espagnole, malgré le fait qu'il s'était réfugié et caché chez son ami phalangiste le poète Luis Rosales, avait été abattu par les escadrons de la mort constitués d'anciens militants conservateurs de la CEDA. 
Roy Campbell se tua dans un accident de voiture près de Setúbal, au Portugal, le lundi de Pâques 1957.
Sympathisant de la cause carliste, Campbell se rallia en 1943 aux prétentions de la lignée incarnée par l'Archiduc Carlos de Habsburgo-Lorena y Borbon, lignée connue sous le nom de « carloctavisme », proclamé roi sous le nom de Carlos VIII. 
Campbell se vit récompenser de son ralliement en 1952 par le titre de chevalier de l'Ordre (carloctaviste) de la Toison d'Or.